# Piculus callopterus
Piculus callopterus là một loài chim trong họ Picidae.